# Rundhult

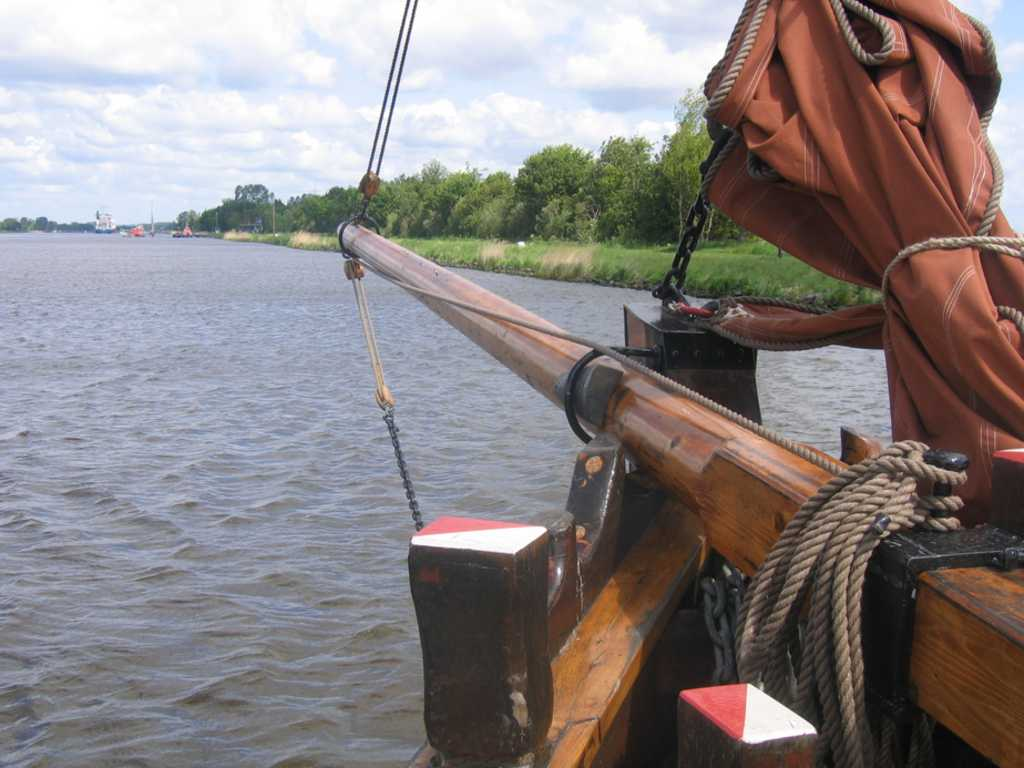
En klyvarbom är en typ av rundhult.

Rundhult är det gemensamma namnet på de master, stänger, bommar, gafflar, rår etcetera som sprider seglen på en segelfarkost och håller dem i rätt ställning.
Tillverkning av rundhult har tidigare gått till på så vis att den som ska tillverka en mast eller liknande har gått ut i skogen för att finna ett lämpligt träd som avverkades på vintern och forslades till varvet. I Skandinavien har mest träslagen gran och furu kommit att användas för tillverkning av rundhult, dessa valdes ut med omsorg för att uppnå de krav som ställdes. Senare i modernare båtar har spruce från Nordamerika, ett träslag liknande gran, oftast med mindre kvist som fanns i raka längder. En modern mast eller bom är oftast limmad tillsammans av flera trälameller, oftast ihåliga för att få en större diameter och styrka i jämförelse med vikten i en massiv mast. Ihålig mast var lämpad för att kunna ha fall invändigt, urtag för likränna frästes till en del master ur trälameller innan dessa limmades till mastämnet. För att få en mast rund som är det mest vanliga bredvid droppformiga och ovala tvärsnitt där man ibland har utgått från ett rektangulärt ämne. Ett från mastfoten avsmalnande fyrkantigt ämne till en mast ritsas först i sin hela längd med åtta linjer för att sedan hyvlas åttakantig, varefter man hyvlar ämnet sextonkantigt inför den slutliga finishen.

## Kaja
Kaja är en föråldrad sjöterm för att få rundhultar eller rå, det vill säga master, stänger, bommar etc. i så vertikal ställning som möjligt, vilket ofta fungerade som en sorgebeteckning.

## Nock
Nock är den yttersta ändan på rundhult som en rå, gaffel eller bom.